# Two Thousand Yard Stare
Two Thousand Yard Stare (auch That 2,000-Yard Stare oder Marines Call It That 2,000 Yard Stare, eng. zweitausend-Yard-Blick) ist der Titel eines Gemäldes des Kriegsmalers Thomas C. Lea, das dieser im Jahr 1944 nach der Schlacht um Peleliu anfertigte. Das Bild zeigt das frontale Porträt eines Soldaten nach der Schlacht, dessen starrer Blick den Betrachter zu durchdringen scheint.
Nachdem das Bild durch die Veröffentlichung im Life Magazine 1944 bekannt geworden war, wurde der Titel des Gemäldes (auch zu Thousand Yard Stare abgekürzt) zum Synonym für den Gesichtsausdruck und unfokussierten Blick eines traumatisierten und erschöpften Soldaten, der als Symptom für ein Kriegstrauma in der Form einer Posttraumatischen Belastungsstörung (PTBS) gilt.

## Bildbeschreibung und Rezeption
Der Begriff wurde 1944 bekannt, als das Life Magazine eine Zeichnung des Korrespondenten und Künstlers Thomas C. Lea mit dem Titel „Marines Call It That 2,000 Yard Stare“ publizierte. Sie zeigt einen jungen Soldaten des United States Marine Corps nach der Schlacht um Peleliu im Jahr 1944. Die Zeichnung ist heute im Besitz des U.S. Army Center of Military History in Fort Lesley J. McNair, Washington, D.C.

“He left the States 31 months ago. He was wounded in his first campaign. He has had tropical diseases. He half-sleeps at night and gouges Japs out of holes all day. Two-thirds of his company has been killed or wounded. He will return to attack this morning. How much can a human being endure?”

„Er hat die USA vor 31 Monaten verlassen. Er wurde während seines ersten Kampfeinsatzes verwundet. Er hatte Tropenkrankheiten. Nachts schläft er nur halb und tags holt er die Japsen aus den Löchern. Zwei Drittel seiner Kompanie sind tot oder verwundet. Heute morgen wird er wieder im Kampfeinsatz sein. Wie viel kann ein Mensch aushalten?“

In seinem Essay Painting It, erstmals erschienen im Jahr 1975 in WWII, bezeichnete James Jones die Kunst von Lea vor der Bildserie von Peliu als exzellent ausgeführte Propaganda, nannte das Bild selbst aber bewegend.

## Begriffsgeschichte

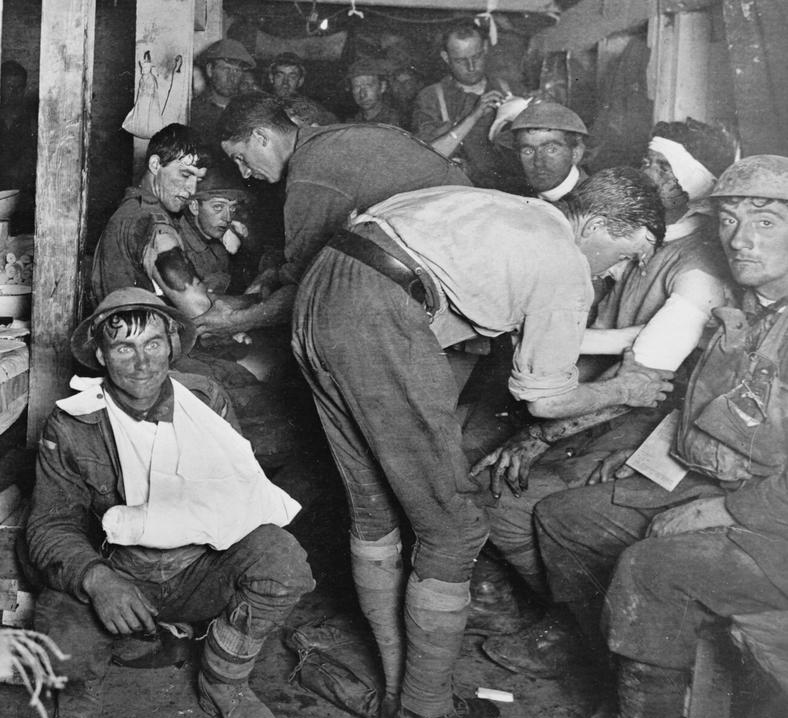
Der Soldat links hat den Blick, der als thousand-yard stare bezeichnet wird

Frank Johnston, Fotograf im Vietnamkrieg, benutzte den Ausdruck 2001 in einem Interview mit dem Smithsonian Magazine.

“I looked up and saw a Marine with what they call the thousand-yard stare, and I lifted my Leica and snapped his picture. The soldier’s gaze never left my lens.”

„Ich schaute auf und sah einen Marine mit dem Blick, den sie thousand-yard stare nennen. Ich habe meine Leica-Kamera genommen und ein Foto gemacht. Der starre Blick des Soldaten verließ niemals mein Objektiv.“

Der damalige Corporal Joe Houle erinnert sich an seine Ankunft in Vietnam:

“The look in their eyes was like the life was sucked out of them. [...] After I lost my first friend, I felt it was best to be detached.”

„Der Blick in ihren Augen sah aus, als ob das Leben aus ihnen herausgesaugt worden wäre. [...] Nachdem ich meinen ersten Freund verloren hatte, fühlte ich, dass es das beste war, der Welt entrückt zu sein.“

Ein Bild des US-amerikanischen Soldaten James Blake Miller nach der zweiten Schlacht um Falludscha war auf der Titelseite vieler Zeitungen zu sehen. Sein Blick wurde oft als Thousand-yard stare interpretiert.